# Jaime Jiménez
Jaime Jiménez Merlo (* 10. Dezember 1980 in Valdepeñas) ist ein ehemaliger spanischer Fußballtorwart.

## Karriere
Jiménez begann seine Karriere beim FC Valencia, wo er für die Drittligamannschaft spielte. 2000 wechselte er zum Drittligisten Gimnàstic de Tarragona, mit dem er 2001 in die zweite Liga aufstieg. Er wechselte jedoch zum Drittligisten FC Zamora. 2003 wechselte er zum AD Ceuta. 2005 wechselte er zum Zweitligisten Ciudad de Murcia. Nach der Umsiedlung des Vereins 2007 wechselte er zum Nachfolgeverein FC Granada 74. Sein Debüt gab er am 1. Spieltag 2007/08 gegen den FC Cádiz. Nach dem Abstieg in die dritte Liga 2008 wechselte er zum Zweitligisten FC Elche. 2011 schloss er sich dem Ligakonkurrenten Real Valladolid an, mit dem er 2012 in die erste Liga aufstieg. Sein Erstligadebüt gab er am 1. Spieltag 2012/13 gegen Real Saragossa. Nach dem Abstieg in die zweite Liga 2014 wechselte er zum Erstligisten SD Eibar.